# Rakuten Kitazawa
Pour les articles homonymes, voir Kitazawa.
Yasuji Kitazawa (北澤 保次, Kitazawa Yasuji), né le 20 juillet 1876 et mort le 25 août 1955, plus connu sous son nom d'artiste Rakuten Kitazawa (北澤 楽天, Kitazawa Rakuten), est un mangaka et peintre japonais de l'école nihonga.
Il est l'auteur de beaucoup de dessins de presse et de comic strips de la fin de l'ère Meiji jusqu'au début de l'ère Shōwa. Il est considéré par de nombreux historiens comme le père fondateur du manga moderne parce que son travail est une source d'inspiration pour de nombreux jeunes artistes et animateurs de manga.
Il est le premier caricaturiste professionnel au Japon, et le premier à utiliser le terme « manga » dans son sens moderne.

## Biographie
Rakuten naît en 1876 dans le district Kita Adachi d'Ōmiya dans la préfecture de Saitama. Il étudie la peinture de style occidental auprès d'Ōno Yukihiko et le style nihonga auprès d'Inoue Shunzui. Il rejoint le magazine de langue anglaise Box of Curios en 1895 et commence à dessiner des cartoons auprès de Frank Arthur Nankivell, artiste australien qui émigre ensuite aux États-Unis et devient un populaire dessinateur pour le magazine Puck.
En 1899, Rakuten passe au Jiji shimpō, quotidien fondé par Yukichi Fukuzawa. À partir de janvier 1902, il contribue à Jiji Manga, page de bande dessinée qui paraît dans l'édition dominicale. Ses bandes dessinées pour cette page sont inspirées des bandes dessinées américaines telles que Katzenjammer Kids, Yellow Kid et les créations de Frederick Burr Opper.
En 1905, Rakuten lance un magazine satirique en couleur appelé « Tokyo Puck », nommé d'après le magazine américain. Il est traduit en anglais et en chinois et vendu non seulement au Japon mais aussi dans la péninsule coréenne, en Chine continentale et à Taïwan. Il travaille pour ce magazine jusqu'en 1915 (à l'exception d'une courte période autour de 1912, au cours de laquelle il publie une revue personnelle appelée « Rakuten Puck »), et retourne ensuite au Jiji Shimpō où il reste jusqu'à sa retraite en 1932.
En 1929, Rakuten organise une exposition privée à Paris sur la recommandation de l'ambassadeur français et reçoit la Légion d'honneur. Pendant la Seconde Guerre mondiale, il est le président de la Nihon Manga Hōkō Kai, société de caricaturistes organisée par le gouvernement pour soutenir l'effort de guerre.

## Influence
Tant avant qu'après sa retraite, Rakuten forme de nombreux jeunes artistes et animateurs de manga, dont Ōten Shimokawa, 
créateur du premier dessin animé du Japon. Avec Ippei Okamoto, il est l'un des dessinateurs préférés du jeune Osamu Tezuka.

## Œuvres notables

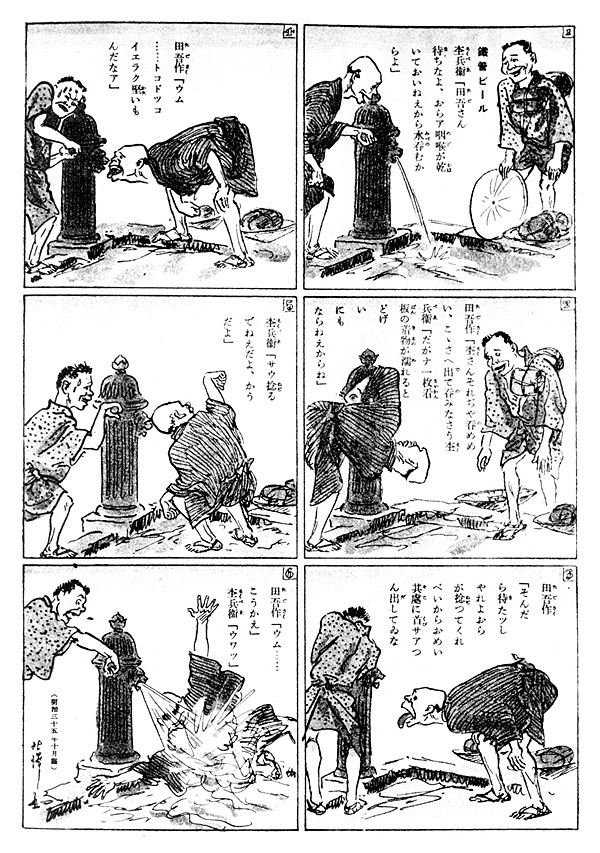
Tagosaku to Mokubē no Tōkyō-Kenbutsu (1902).

- Rakuten dessine beaucoup de caricatures politiques pour Jiji Shimpō et Tokyo Puck. Son premier style est critique envers le gouvernement mais après l'incident de haute trahison, il devient plus conservateur.
- Beaucoup des bandes dessinées les plus populaires de Rakuten sont publiées dans Jiji Manga.
  - Tagosaku to Mokubē no Tōkyō-Kenbutsu (田吾作と杢兵衛の東京見物,?, « Tagosaku et Mokube visitent Tokyo ») — commencé en 1902. Histoire de deux rustres lors d'une excursion dans Tokyo. Ignorant tout de la culture moderne, ils se comportent bêtement (par exemple, en mangeant séparément les morceaux de sucre destinés au café).
  - Haikara Kidorō no Sippai (灰殻木戸郎の失敗,?, « L'échec de Kidoro Haikara ») — commencé en 1902. Histoire d'un jeune homme qui se vante de sa connaissance imparfaite de l'Occident mais finit par se mettre dans l'embarras. Son nom peut être lu « Homme affecté de style européen ».
  - Chame to Dekobō (茶目と凸坊,?, « Chame et Dekobo ») — histoires de deux garçons espiègles, équivalents des Katzenjammer Kids au Japon. Les personnages Chame et Dekobo apparaissent comme des poupées et des cartes à jouer dans l'un des premiers exemples de merchandising de personnages au Japon.
  - Teino Nukesaku (丁野抜作,?, « Nukesaku Teino ») — commencé en 1915. Histoire d'un homme à tête en bois, Nukesaku Teino, dont le nom peut être lu « M. tête en bois l'idiot ». C'est un personnage populaire au cours de l'ère Taishō au Japon.
  - Tonda Haneko Jō (とんだはね子嬢,?, « Mademoiselle Haneko Tonda ») — commencé en 1928. Histoire d'une fille garçon manqué, Haneko Tonda, dont le nom peut être lu « la fille qui saute et bondit ». Haneko est la première fille protagoniste dans le manga et influence les premiers manga shōjo comme Nakayoshi Techō de Machiko Hasegawa.